# Phytoliriomyza frontalis
Phytoliriomyza frontalis är en tvåvingeart som beskrevs av Spencer 1982. Phytoliriomyza frontalis ingår i släktet Phytoliriomyza och familjen minerarflugor. Inga underarter finns listade i Catalogue of Life.